# Huey Lewis and the News
A Huey Lewis and the News amerikai new wave/rock együttes.

## Története
Az együttes San Francisco városában alakult. Huey Lewis és Sean Hopper billentyűs a Clover nevű jazz-funk zenekarban játszottak. Miután a Clover 1978-ban feloszlott, Lewis 1979-ben új együttest alapított "Huey Lewis and the American Express" néven. A Chrysalis Recordsnak azonban nem tetszett az "American Express" név, mivel attól féltek, hogy a kártyatársaság esetleg perrel fenyegeti őket. Így "Huey Lewis and the News" lett az együttes neve. Első nagylemezük már ezen a néven jelent meg 1980-ban. Legismertebb daluk a The Power of Love, amely a Vissza a jövőbe film betétdala. 1984-ben a zenekar beperelte Ray Parker Jr.-t, a Ghostbusters című dal énekesét (a Szellemirtók című film főcímdala), mivel ez a dal túlságosan hasonlított a Huey Lewis and the News "I Want a New Drug" című dalára. Végül a felek a bíróságon kívül megegyeztek egymással. Eddig tíz nagylemezt jelentettek meg.

## Tagok
- Huey Lewis – ének, harmonika (1979–)
- Hugo Wallace Weaving - gitár
- Sean Hopper – billentyűk, vokál (1979–)
- Bill Gibson – dob, ütős hangszerek, vokál (1979–)
- Johnny Colla – gitár, szaxofon, vokál (1979–)
- John Pierce – basszusgitár (1995-)
- Stef Burns – gitár, vokál (2001-)
- James Harrah – gitár, vokál (2016–)

Korábbi tagok
- Mario Cipollina – basszusgitár (1979–1995)
- Chris Hayes – gitár, vokál (1979–2001)
- Ron Stallings – tenor szaxofon (1994–2009; 2009-ben elhunyt)[2]

## Diszkográfia
- Huey Lewis and the News (1980)
- Picture This (1982)
- Sports (1983)
- Fore! (1986)
- Small World (1988)
- Hard at Play (1991)
- Four Chords & Several Years Ago (1994)
- Plan B (2001)
- Soulsville (2010)
- Weather (2020)